# Atleta Victorioso

Estatua del Atleta Victorioso. Le faltan los pies y los tobillos, los ojos y parte de la corona. La estatua se mantiene recta gracias a una barra de acero inoxidable insertada en su pierna derecha.

El Atleta Victorioso, también conocida como Atleta de Fano, o Lisipo de Fano es una escultura de bronce griega, realizada entre el 300 y el 100 A.C, en las colecciones del Museo J. Paul Getty, en California. En su primer redescubrimiento, Bernard Ashmole y otros eruditos lo atribuyeron a Lisipo un gran nombre en la historia del arte griego; Las preocupaciones modernas tienen menos que ver con esas atribuciones tradicionales que con el contexto social original: dónde se hizo la escultura, para qué contexto y quién podría ser.

## Descubrimiento

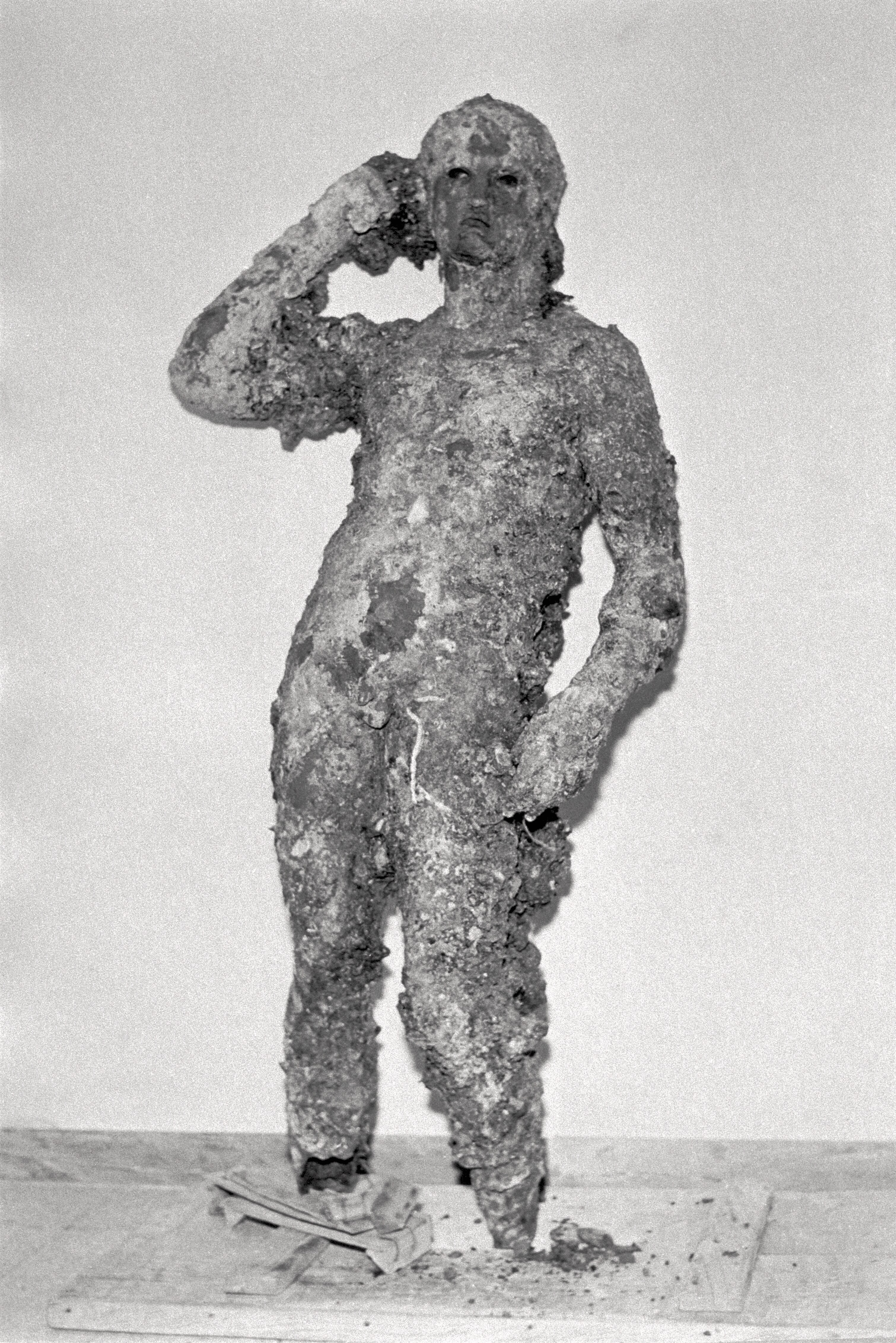
El Atleta Victorioso antes de los trabajos de restauración.

La escultura fue encontrada en el verano de 1964 en el mar frente a Fano en la costa adriática de Italia, enganchada en las redes de un arrastrero de pesca italiano, el Ferri Ferruccio. Los comerciantes de arte italianos pagaron a los pescadores $ 5,600 USD por ello. El Museo Getty se lo compró al comerciante de arte alemán Herman Heinz Herzer por casi $ 4 millones de dólares en 1977.
La escultura pudo haber sido parte de la multitud de esculturas de atletas victoriosos en santuarios griegos panhelénicos como Delfos y Olimpia. Su mano derecha alcanza para tocar la corona de olivo del ganador en su cabeza. La poderosa cabeza ha llevado a los espectadores a verla como un retrato; la cabeza se echó por separado del cuerpo ágil. Los ojos del atleta alguna vez estuvieron incrustados, probablemente con hueso, y sus pezones son de cobre contrastante.
No se ha establecido la ubicación precisa del naufragio, que evitó que este objeto se fundiera como todos los bronces griegos, salvo una pequeña fracción; lo más probable es que un barco romano que transportaba objetos saqueados se dirigiera a Italia cuando se hundió. La estatua se ha desprendido bruscamente de su base anterior, rompiéndose en los tobillos.

## Descripción y estilo

Vista frontal izquierda del Atleta Victorioso.

Las dimensiones de la estatua son 151,5 cm de altura (medida desde la cabeza hasta la pantorrilla, ya que los pies no están presentes), 70 cm de ancho y 28 cm de profundidad.
El joven atleta está representado en la desnudez heroica. La estatua se presenta con la base faltante hasta la altura de los tobillos, quizás se hayan desprendido los pies al enredarse la estatua en la red del pesquero que ha realizado la recuperación, pero no se descarta que la rotura sea debido a traer de vuelta en la antigüedad a la época del hundimiento del barco que llevaba la obra hacia el oeste. Los ojos, que faltan, probablemente se hicieron por separado en piedra coloreada o pasta de vidrio y se insertaron después de la fusión, mientras que los pezones son de cobre. 

## Controversia sobre la propiedad
El Museo Getty está involucrado en una controversia sobre el título adecuado de algunas de las obras de arte de su colección. La anterior conservadora de antigüedades del Museo, Marion True, fue acusada en Italia en 2005 junto con Robert E. Hecht por cargos penales relacionados con el tráfico de antigüedades robadas. La evidencia principal en el caso provino de la redada en 1995 de un almacén de Ginebra, Suiza, que había contenido una fortuna en artefactos robados. El distribuidor de arte italiano Giacomo Medici fue finalmente arrestado en 1997; Se pensaba que su operación era "una de las redes de antigüedades más grandes y sofisticadas del mundo, responsable de desenterrar ilegalmente y llevarse miles de piezas de primer nivel y entregarlas al extremo más elitista del mercado internacional del arte".
En una carta al J. Paul Getty Trust el 18 de diciembre de 2006, True declaró que se le está obligando a "llevar la carga" de prácticas que fueron conocidas, aprobadas y toleradas por la Junta Directiva de Getty.  True está siendo investigado actualmente por las autoridades griegas por la adquisición de una corona funeraria de 2.500 años.
El 20 de noviembre de 2006, el director del museo, Michael Brand, anunció que se devolverían a Italia veintiséis piezas en disputa, pero no a la Juventud Victoriosa, por lo que el procedimiento judicial aún estaba pendiente en ese momento.
En una entrevista concedida al periódico nacional italiano Corriere della Sera el 20 de diciembre de 2006, el ministro italiano de Patrimonio Cultural declaró que Italia colocaría el museo bajo un embargo cultural si las 52 piezas en disputa no regresaban a casa en el extranjero. El 1 de agosto de 2007 se anunció un acuerdo por el que el museo devolvería a Italia 40 piezas de las 52 solicitadas, entre ellas la Venus de Morgantina, que fue devuelta en 2010, pero no la Juventud Victoriosa, cuyo resultado dependerá de la resultados de los procesos penales pendientes en Italia. Ese mismo día, el fiscal de Pesaro solicitó formalmente la confiscación de la estatua por haber sido exportada ilegalmente fuera de Italia, dando lugar a una disputa que llegó a la Corte Constitucional.